# Natives Land Act, 1913
Natives Land Act, 1913 (nazwane później Bantu Land Act, 1913 i Black Land Act, 1913; ustawa nr 27 z 1913) – ustawa Parlamentu Południowej Afryki regulująca zasady nabywania praw do gruntów. Stanowiła ważną część polityki apartheidu, ograniczając prawo prywatnej własności ziemi wobec czarnoskórej populacji (stanowiącej ponad 80% obywateli kraju) do 13% terytorium Południowej Afryki (z wąsko określonymi indywidualnymi wyjątkami) – z reguły, obszarów o niskiej wartości rolnej. Ustawa została uchylona w 1991 r. w trakcie demontażu apartheidu.

## Przegląd
Natives Land Act z 1913 było pierwszą znaczącą reformą wprowadzającą segregację populacji w Południowej Afryce. Na przełomie 19. i 20. wieku rolnictwo i prywatna przedsiębiorczość przeżywały w tym kraju dynamiczny rozwój. Przegląd dokumentacji historycznej dokonany przez Bundy'ego świadczy o wzrastającym aktywnym udziale i konkurencji ludności czarnoskórej na rynkach prywatnych. Na podstawie takich danych, Acemoğlu i Robinson, i inni badacze wskazują, że NLA posłużyło do ograniczenia wolności ekonomicznej i politycznej czarnej populacji, i utrwalenia uprzywilejowanej pozycji zamożnych białych przedsiębiorców. Ustawa uderzyła też w uboższych białych rolników wśród których cieszyła się dużym poparciem, a którzy korzystali z pracy czarnoskórych najemników i handlu z czarnoskórymi sąsiadami.
Prawo z 1913 r. zabraniało kupna i sprzedaży gruntów pomiędzy czarnoskórymi i białoskórymi obywatelami. Zakazywało również oddawania ziemi do dyspozycji na zasadzie połownictwa lub pańszczyzny, oraz skrajnie ograniczało możliwość najmu ziemi przez czarnych rolników. Tereny dostępne dla czarnoskórej ludności zostały w dużej mierze skomunalizowane i przekazane pod kontrolę wodzów plemiennych. Mieszkanie poza takimi rezerwatami było legalne jedynie pod warunkiem pracy poza nimi. Ustawa wiązała ponadto część praw wyborczych z posiadaniem ziemi, odbierając prawo głosu dużej części czarnoskórej populacji.
Opozycja wobec przegłosowania ustawy nie miała dużej siły. Działacze tacy jak John Dube uczestniczyli w konsultacjach parlamentarnych, podejmowali akcje edukacyjne, poszukiwali wsparcia w Wielkiej Brytanii i możliwości obejścia prawa, nie udało im się jednak powstrzymać jego wprowadzenia.

## Skutki
Raport rządowej komisji Beaumonta z 1916 r. wskazuje, że wprowadzenie prawa wiązało się z chaosem i złożoną reakcją opinii publicznej. Wielu legalnych czarnych właścicieli ziemi zostało poddanych przez sąsiadów bezprawnej ewikcji. Ustawa odebrała większości mieszkańców Południowej Afryki prawo do posiadania ziemi na długą część 20. wieku. W 2010 r. nadal jedynie 18% ziemi w tym kraju należy do obywateli czarnoskórych; w dużej mierze wzrost ten uzyskany został z zasobów państwowych.